# إذاعة خزامى
إذاعة خزامى هي إذاعة سعودية تابعة لهيئة الإذاعة والتلفزيون السعودية، بدأ بثها في يوم 1 شوال 1445هـ - 10 أبريل 2024م. تعد أول إذاعة سعودية رسمية متخصصة بالطرب السعودي والخليجي الأصيل، حيث تبث جلساتها الفنية والفلكلور الشعبي بجانب تقديم المواهب الغنائية الشابة الجديدة، وإبراز الفلكلور الموسيقي السعودي.

## المحتوى
تبث إذاعة خزامى أكثر من 250 أغنية يوميًا، تشمل مجموعة متنوعة من الأغاني الطربية والشعبية، بما في ذلك الكلاسيكيات والحفلات والجلسات، بهدف إثراء التجربة الاستماعية للمستمعين وتقديم تشكيلة متنوعة تناسب مختلف الأذواق الفنية، عبر الترددات fm الرياض 101,5 ، جدة 95,3 ، إضافة إلى البث عبر تقنيات داب بلس.